# Windows 3.x

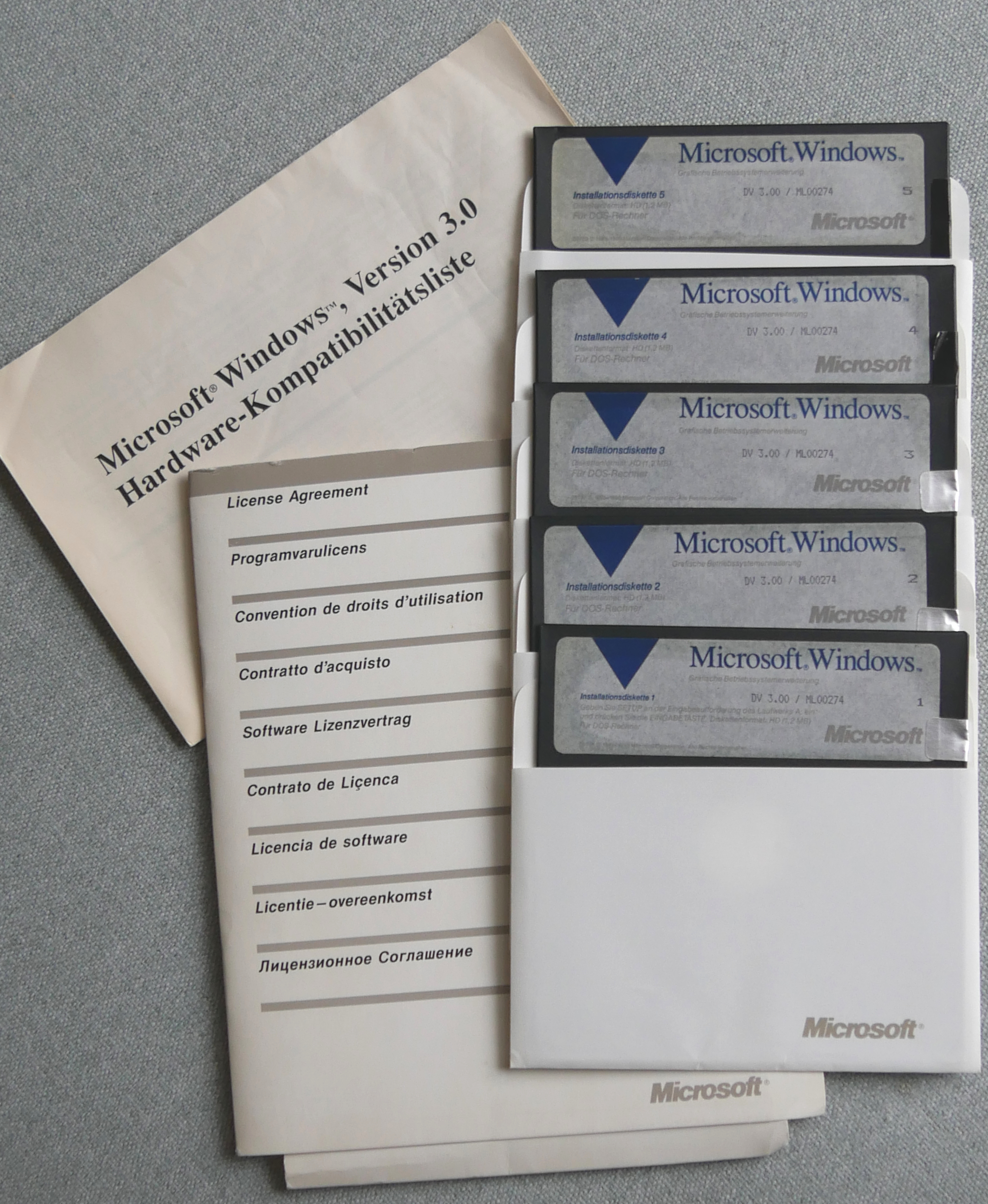
Microsoft-Windows Version 3.0 Installationsdisketten mit Hardware-Kompatibilitätsliste

Unter der Bezeichnung Windows 3.x werden die Vorgänger der späteren Windows-Betriebssysteme des Softwareunternehmens Microsoft für die 16-Bit- und 32-Bit-x86-Architektur in den 3.x-Versionen zusammengefasst. Windows war bis Version 3.x ein grafischer Aufsatz für ein PC-kompatibles DOS wie MS-DOS.

## Versionen
Die bekanntesten Windows-3.x-Versionen sind:
- Windows 3.0 (1990)
- Windows 3.1 (1992) und 3.11 (1994)
- Windows für Workgroups 3.1 (1992) und 3.11 (1993)

Es gab noch weitere Versionen, die jedoch keine ähnlich große Verbreitung fanden. Auf eingebetteten Systemen wie Kassensystemen oder Ticketautomaten kam Windows 3.x noch fast 20 Jahre nach seiner Markteinführung zum Einsatz, Lizenzen dafür verkaufte Microsoft noch bis Ende Oktober 2008.

## Technik
Windows 3.x ermöglichte den Betrieb von mehreren Windows-Anwendungen per kooperativem Multitasking in einer grafischen Oberfläche und setzte noch ein laufendes MS-DOS (oder kompatibel, also auch z. B. PC DOS oder DR DOS) voraus, auf dem es lief. In diesem Bezug war es nicht anders als die älteren Windows-Versionen bis Windows 2.x.
Durch die Verwendung des Protected Mode für die Betriebsmodi Standard Mode und Enhanced Mode war Windows bereits mehr als ein grafischer Aufsatz für das Betriebssystem MS-DOS, wenn es auf einem Prozessor lief, der den Protected Mode ermöglichte.
Ein großer Unterschied von DOS- zu Windows-Anwendungen ist, dass Windows-Anwendungen geräteunabhängig sind, da die Windows-API für diese als Abstraktionsschicht dient und alle Hardwarezugriffe über den Windowskernel und dessen Treiber laufen. Dies ermöglicht auch die Verwendung von virtuellem Speicher (nur Enhanced Mode), ohne dass die Windows-Anwendung extra umgeschrieben werden muss, da aus Sicht der Windows-Anwendung kein Unterschied zwischen diesem und dem normalen Speicher besteht.
Alle Kernel von Windows 3.x sind nur in 16 Bit, das gilt auch für den 386er Kernel, der 32-Bit-Windows-Anwendungen im Enhanced Mode ausführen kann. 32-Bit-Kernel gab es in Windows erst ab Windows NT und Windows 95.
Windows 3.x verwendet selbst keinen Expanded Memory (EMS) mehr, es können aber DOS-Anwendungen per Bank Switching Expanded Memory zur Verfügung gestellt werden. Im Standard Mode ist dies nur möglich, wenn der EMS Speicher von einer Speichererweiterungskarte (memory expander) kommt. Als EMS-Speicher reservierter normaler Speicher oberhalb der 1-MiB-Grenze kann dafür nicht verwendet werden. Dies gilt für alle Betriebsmodi. Mehr dazu, siehe weiter unten.
Mit der Windows-3.x-Reihe begann der Übergang von reinen 16-Bit-Real-Mode-Windows-Programmen zu 16-Bit- und 32-Bit-Protected-Mode-Windows-Programmen. Dazu gab es ab Windows 3.0 drei verschiedene Betriebsmodi, die abhängig von der CPU beim Start von Windows automatisch den entsprechenden Windows Kernel aufriefen.
Die Win16 Architektur von Windows 3.x verwendet sowohl im Real Mode als auch im Standard Mode, sowie der Standard Mode Instanz im Enhanced Mode, segmentierten Speicher, weshalb es Segmentgrößen von 64 KiB gibt. Lediglich für Win32s Anwendungen, die einen 386er erfordern, ist das Speichermodell flach. Um die Input/Output Lasten durch den Wechsel und das Laden von anderen Segmenten gering zu halten, wurde Segment Tuning betrieben, was bedeutet, dass Funktionen die miteinander zusammenhängen darauf optimiert wurden, in diesem einen Segment vorzukommen.
Für die Reservierung von zusammenhängendendem Speicher größer als 64 KiB wurde unter 16 Bit Windows 3.x für 16 Bit Windows Programme im Real Mode auf die Segmentadresse der Wert 0x1000 hinzuaddiert und im Standard Mode der Wert 8 auf den Selector. Hierfür stand die Variable __AHINCR zur Verfügung.

### Betriebsmodi

#### Real Mode
Dieser Modus steht nur unter Windows 3.0 zur Verfügung und ist für den 8086-Prozessor gedacht. Alle Windows-Programme arbeiten in diesem Modus im Real Mode und sind daher auf 16-Bit-Code und den Adressbereich von 1 MiB begrenzt.
Auf späteren CPU-Generationen kann dieser Betriebsmodus durch das Starten von Windows 3.0 mit dem Aufruf win /r erzwungen werden. DOS-Anwendungen können im Real Mode ausschließlich nur im Vollbildmodus ausgeführt werden.
Da der Real Mode nur in Windows 3.0 zur Verfügung stand und aufgrund des knappen Speichers im konventionellen Speicherbereich nur wenige 16-Bit-Windows-Real-Mode-Programme entwickelt wurden, spielte er im weiteren Verlauf praktisch keine Rolle mehr.

#### Standard Mode
Im Standard Mode läuft Windows im Protected Mode des Prozessors, was es Windows-Programmen ermöglicht, über die vom XMS-Treiber (z. B. HIMEM.SYS) verwaltete Extended Memory Specification (XMS) mehr als 1 MiB RAM zu adressieren. Für den Standard Mode ist ein 80286-Prozessor oder besser erforderlich. Wie beim Real Mode können im Standard Mode nur 16-Bit-Windows-Programme ausgeführt werden. Im Standard Mode ist die Verwendung von LIM-EMS-Erweiterungsspeicher aus Extended Memory (XMS), wie für DOS-Anwendungen z. B. per EMM386.EXE, nicht möglich, es können aber EMS-Speichererweiterungskarten verwendet werden, die EMS-Speicher für DOS-Anwendungen zur Verfügung stellen können. Diese können im Standard Mode nur im Vollbildmodus ausgeführt werden, da das „DOS-Fenster“ den Virtual-8086-Modus erfordert.
Ab Windows for Workgroups ist dieser Modus nicht mehr verfügbar. Auf späteren x86-Prozessor-Generationen kann dieser Betriebsmodus durch das Starten von Windows mit dem Aufruf win /s erzwungen werden.

#### Enhanced Mode (Erweiterter Modus)
Der Enhanced Mode ist eine Erweiterung des Standard Mode. Für den Enhanced Mode ist ein 386er Prozessor die Mindestvoraussetzung. In diesem Modus ist die Ausführung von sowohl 16-Bit- als auch erstmals 32-Bit-Windows-Programmen möglich. Für 32-Bit-Windows-Anwendungen muss die Win32s-API nachinstalliert werden. Im Enhanced Mode kann zusätzlich zum Extended Memory (XMS) auch Speicherplatz auf der Festplatte als virtueller Speicher, einer sogenannten Swap-Datei, verwendet werden. Dies ist nur im Enhanced Mode möglich.
Im Enhanced Mode läuft eine einzige Instanz des Standard Mode von Windows in einer virtualisierten Umgebung der Virtual-8086-Mode-Einheit der CPU, die ab dem 80386 verfügbar ist. Darin werden alle Win16 und Win32s Anwendungen ausgeführt.
Für die DOS-Anwendungen fungiert der Kernel als DPMI-Host, womit mehrere DOS-Anwendungen unter Verwendung des Virtual 8086 Mode des 80386 Prozessors in ihrer eigenen VM-Instanz parallel per präemptivem Multitasking ablaufen können. Wenn die DOS-Anwendung mit DPMI-Support programmiert wurde, kann sie auch mehr als 640 KiB konventionellen Speicher nutzen.
Im Enhanced Mode können DOS-Anwendungen auch im grafischen Modus in einem Fenster ausgeführt werden, der Wechsel zum Vollbildmodus ist nicht nötig.
Im Erweiterten Modus läuft als Übergeordnete Instanz der Hypervisor, der alle diese virtuellen Maschinen, also die eine Standard Mode VM-Instanz für die Win16/32s Anwendungen, als auch alle anderen VM-Instanzen für die DOS-Anwendungen, verwaltet.
Im Enhanced Mode sind VxD 32-Bit-Windows-Gerätetreiber möglich, obwohl Windows 3.x auch weiterhin die 16-Bit-Treiber von DOS verwenden kann.

### Funktionsmatrix
|                                                    |                                                    | Real Mode | Standard mode | Enhanced Mode |
| -------------------------------------------------- | -------------------------------------------------- | --------- | ------------- | ------------- |
| Windows-Kernel                                     |                                                    |           |               |               |
| 8086-Kernel KERNEL.EXE                             | 8086-Kernel KERNEL.EXE                             | Ja        | Nein          | Nein          |
| 286-Kernel KRNL286.EXE                             | 286-Kernel KRNL286.EXE                             | Nein      | Ja            | Nein          |
| 386-Kernel KRNL386.EXE                             | 386-Kernel KRNL386.EXE                             | Nein      | Ja 1          | Ja            |
| Unterstützte Prozessoren                           |                                                    |           |               |               |
| 8086/8088 und 80186                                | 8086/8088 und 80186                                | Ja        | Nein          | Nein          |
| 80286                                              | 80286                                              | Ja        | Ja            | Nein          |
| 80386 oder besser                                  | 80386 oder besser                                  | Ja 8      | Ja 8          | Ja 9          |
| Versionen                                          |                                                    |           |               |               |
| Windows 3.0                                        | Windows 3.0                                        | Ja        | Ja            | Ja            |
| Windows 3.1                                        | Windows 3.1                                        | Nein      | Ja            | Ja            |
| Windows 3.11                                       | Windows 3.11                                       | Nein      | Ja            | Ja            |
| Windows 3.2                                        | Windows 3.2                                        | Nein      | Ja            | Ja            |
| Windows für Workgroups 3.1                         | Windows für Workgroups 3.1                         | Nein      | Ja            | Ja            |
| Windows für Workgroups 3.11                        | Windows für Workgroups 3.11                        | Nein      | Nein          | Ja            |
| Funktionen                                         |                                                    |           |               |               |
| Windows läuft im Protected Mode                    | Windows läuft im Protected Mode                    | Nein      | Ja            | Ja            |
| Virtueller Speicher mit „Swap“-Auslagerungsdatei 2 | Virtueller Speicher mit „Swap“-Auslagerungsdatei 2 | Nein      | Nein          | Ja            |
| Multitasking                                       | präemptiv zwischen DOS-Anwendungen                 | Nein      | Nein          | Ja            |
| Multitasking                                       | kooperativ zwischen Windows-Anwendungen 3          | Ja        | Ja            | Ja            |
| kompatibel mit                                     | Windows-1.x- und 2.x-Programmen                    | Ja        | Nein          | Nein          |
| kompatibel mit                                     | VCPI-fähigen DOS-Programmen                        | ? 4       | Nein          | Nein          |
| kompatibel mit                                     | 32-Bit-Windows-Anwendungen via Win32s 5            | Nein      | Nein          | Ja            |
| DPMI-Unterstützung für DOS-Programme               | DPMI-Unterstützung für DOS-Programme               | Nein      | Ja            | Ja            |
| DOS-Umgebungen                                     | nur eine gleichzeitig                              | Ja        | Ja            | Nein          |
| DOS-Umgebungen                                     | mehrere gleichzeitig                               | Nein      | Nein          | Ja            |
| DOS-Umgebungen                                     | DOS-Anwendungen im Fenster                         | Nein      | Nein          | Ja            |
| Speicher für DOS-Anwendungen                       | Expanded Memory (EMS) per EMS-Speicherkarte        | Ja        | Ja            | Ja            |
| Speicher für DOS-Anwendungen                       | Expanded Memory (EMS) im Extended Memory (XMS)     | Ja 6      | Nein 7        | Ja            |
| Speicher für DOS-Anwendungen                       | Extended Memory (XMS) per DPMI                     | Nein      | ?             | Ja            |
| VxD 32-Bit-Windows-Gerätetreiber                   | VxD 32-Bit-Windows-Gerätetreiber                   | Nein      | Nein          | Ja            |

## Bedeutung
Mit Windows 3.0 und 3.1 gelang Microsoft der Durchbruch auf dem Markt für grafische PC-Betriebssysteme. Die eigentliche Bedeutung steckte jedoch in der stabilen Programmierschnittstelle (englisch Application Programming Interface, kurz API), die in ihrer 16-Bit-Ausprägung auch Win16 genannt wurde. 16-Bit-Windows-Programme aus Windows 2.0 funktionierten dabei weiterhin, jedoch nur im Real Mode.
Windows 3.x bereitete den Weg hin zu Windows 9x, das als eigenständiges Betriebssystem den MS-DOS-Unterbau in das Betriebssystem integrierte und die 32-Bit-Funktionen sowohl im 32-Bit-API Win32 als auch bei Kernkomponenten wie dem Speichermanager und Multitasking erweiterte.
Beide Generationen, also Windows 3.x als auch Windows 9x (welches als Windows 4.x entwickelt wurde), waren in der Retrospektive Lückenfüller für das neu entwickelte Windows NT, das ein vollständiges 32-Bit-Betriebssystem war – auf der damaligen Hardware jedoch zu ressourcenhungrig und zu teuer. Erst mit Windows XP gelang Microsoft der vollständige Umstieg auf die mit Windows NT eingeführte neue Technik.
Windows 3.x/9x und Windows NT haben ein ähnliches und in großen Teilen identisches API. Unter Windows 3.x konnte eine abgespeckte Variante der Win32-API nachinstalliert werden, Win32s, während Win16-Applikationen auch unter Windows-NT-Versionen weiterhin lauffähig waren. Erst in 64-Bit-x86-Versionen von Windows, also ab Windows XP x64 Edition (2005) bzw. Windows Vista x64 (2007), steht das Win16-API nicht mehr zur Verfügung.